# Cyphocaris faurei
Cyphocaris faurei är en kräftdjursart som beskrevs av K. H. Barnard 1916. Cyphocaris faurei ingår i släktet Cyphocaris och familjen Cyphocarididae. Inga underarter finns listade i Catalogue of Life.